# 변환 (생리학)

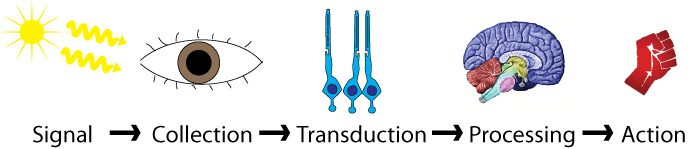
Principal steps of sensory processing.

생리학에서 변환(transduction)은 도착하는 자극을 감각 수용체에 의해 활동 전위로 변환하는 것이다. 이는 자극이 수용체 세포의 막 전위를 변화시킬 때 시작된다.
수용체 세포는 자극의 에너지를 전기 신호로 변환한다. 수용체는 크게 외부 감각 자극을 받는 외수용기와 내부 감각 자극을 받는 내수용기의 두 가지 주요 범주로 나뉜다.

## 같이 보기
- 시각 광변환
- 옵신